# Homestead (Florida)
Homestead es una ciudad ubicada en el condado de Miami-Dade en el estado estadounidense de Florida. En el Censo de 2010 tenía una población de 60.512 habitantes y una densidad poblacional de 1.495,86 personas por km².

## Geografía
Homestead se encuentra ubicada en las coordenadas 25°28′2″N 80°26′45″O / 25.46722, -80.44583. Según la Oficina del Censo de los Estados Unidos, Homestead tiene una superficie total de 40.45 km², de la cual 39.21 km² corresponden a tierra firme y (3.07%) 1.24 km² es agua.

## Demografía
Según el censo de 2010, había 60.512 personas residiendo en Homestead. La densidad de población era de 1.495,86 hab./km². De los 60.512 habitantes, Homestead estaba compuesto por el 66.87% blancos, el 20.35% eran afroamericanos, el 0.4% eran amerindios, el 1.2% eran asiáticos, el 0.12% eran isleños del Pacífico, el 7.29% eran de otras razas y el 3.75% pertenecían a dos o más razas. Del total de la población el 62.93% eran hispanos o latinos de cualquier raza.

## Gobierno
La Institución Correccional de Dade, una prisión del Departamento de Correcciones de la Florida, es en una área no incorporada en el condado de Miami-Dade, cerca de Homestead.

## Educación
Las Escuelas Públicas del Condado de Miami-Dade gestiona escuelas públicas.